# Де Ягер, Корнелис
Корнелис де Ягер (нидерл. Cornelis de Jager; 29 апреля 1921, Ден-Бург, Северная Голландия — 27 мая 2021, Ден-Бург, Северная Голландия) — нидерландский астроном.
Член Нидерландской королевской академии наук (1969), член Германской академии естествоиспытателей «Леопольдина» (1987)

## Биография
Родился в Ден-Бурге, Нидерланды. В 1945 окончил Утрехтский университет. С 1946 преподавал в Утрехтском университете: теоретическую физику, астрофизику, с 1960 — профессор астрофизики. С 1946 работал в астрономической обсерватории университета (с 1963 — директор), с 1965 возглавил также Лабораторию космических исследований при университете.
Основные труды относятся к физике Солнца и звёзд. Разработал ряд вопросов теории образования фраунгоферовых линий, развил методику интерпретации наблюдаемых профилей линий. Построил модель атмосферы Солнца. Совместно с Л. Невеном рассчитал одну из ранних серий моделей звездных атмосфер для большого интервала эффективных температур и светимостей. Сконструировал ряд приборов для ультрафиолетовой спектроскопии Солнца и для наблюдений Солнца и других космических объектов в радио- и рентгеновском диапазоне с борта искусственных спутников Земли. Провёл ряд исследований процессов, приводящих к образованию солнечных вспышек.
Главный редактор международных журналов «Solar Physics» (с 1960) и «Space Science Reviews» (с 1961).
Был генеральным секретарём Международного астрономического союза (1970—1973), президентом КОСПАР (1972—1978 и 1982—1986), президентом Международного совета научных союзов (1978—1980).
Лауреат премии имени П. Ж. С. Жансена Французского астрономического общества (1984), премии Д. Э. Хейла Американского астрономического общества(1988).

## Публикации
- Ягер де К. Строение и динамика атмосферы Солнца. — Москва: Иностранная  литература, 1962.
- Ягер де К. Звёзды наибольшей светимости. — Москва: Мир, 1984.
- Корнелис де Ягер. Наука, околонаука и псевдонаука // Земля и Вселенная. — 1992. — N 2. — С. 98—103.